# Émergence (son)
Pour les articles homonymes, voir Émergence (homonymie).
L'émergence d'un son occasionnel est la modification qu'il entraîne dans les caractéristiques acoustiques de son environnement, sa capacité à affecter les personnes présentes, quelle que soit sa puissance.

## Perturbations sonores
L'émergence d'une perturbation sonore est « une modification temporelle du niveau ambiant induite par l’apparition ou la disparition d’un bruit particulier ».

## Sons utiles
La définition vaut pour les signaux sonores d'annonce ou d'alarme, qui doivent « émerger » de leur environnement, même si celui-ci est bruyant, sans que leur volume dépasse nécessairement celui de l'ambiance. La sonnette d'une bicyclette émerge dans un environnement urbain par son timbre, alors que son niveau mesurable est faible.
La notion d'émergence est centrale dans la pratique du mélange des sons enregistrés, pour le cinéma ou l'industrie phonographique et pour la composition, notamment de musique concrète